# Augochlora diaphractes
Augochlora diaphractes är en biart som först beskrevs av Joseph Vachal 1911.  Augochlora diaphractes ingår i släktet Augochlora och familjen vägbin. Inga underarter finns listade.